# Brian Sandy
Brian Sandy (nascido em 24 de novembro de 1932) é um ex-ciclista britânico. Defendeu as cores do Reino Unido na perseguição por equipes nos Jogos Olímpicos de Tóquio 1964.